# Khóc

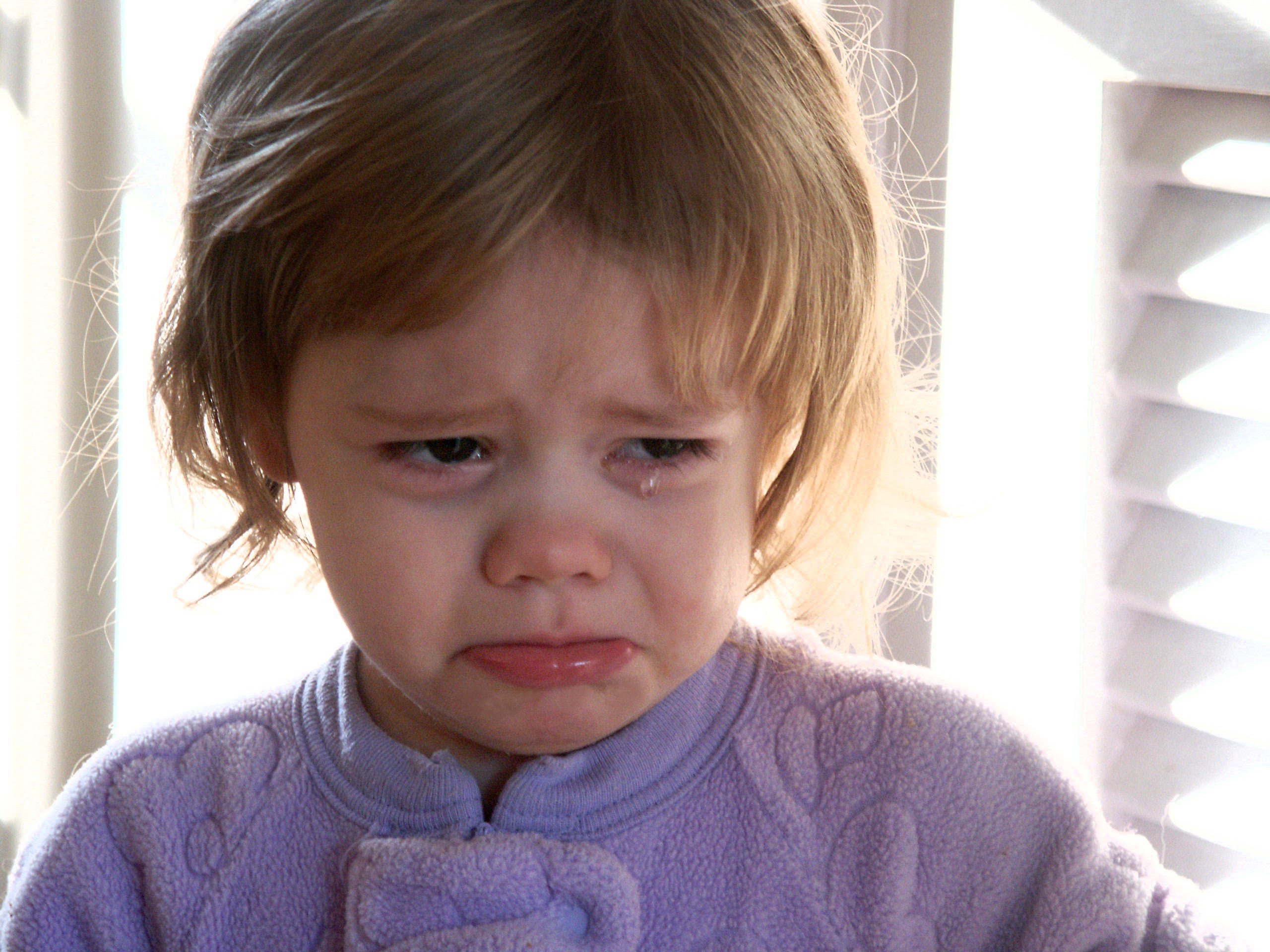
Một em bé đang khóc

Khóc hay rơi lệ, rơi nước mắt (tiếng Anh: Cry), là trạng thái chảy nước mắt tùy thuộc theo một cảm xúc nào đó, đa số là buồn nhưng cũng có thể là vui. Hành động khóc được định nghĩa là một hiện tượng vận tiết (secretomotor) phức tạp được biểu thị bởi việc chảy nước mắt từ bộ máy tiết lệ (lacrimal apparatus), mà không có dị ứng nào ở cấu trúc mắt người.